# Versos perversos
Versos perversos és una col·lecció de poemes de Roald Dahl publicada l'any 1982. En aquesta paròdia dels contes folklòrics tradicionals en vers, Dahl fa una reinterpretació de sis coneguts contes de fades, presentant finals sorprenents en lloc del tradicional "i van ser feliços per sempre més". El recull de poemes és il·lustrat per Quentin Blake. És el llibre infantil més curt que va escriure i probablement el més còmic.

## Contingut
Hi ha un total de sis poemes en el llibre.
A la Ventafocs, manté la trama original del conte fins que una de les germanastres lletges canvia la seva sabata amb el que la Ventafocs es va deixar en el ball. Tanmateix, quan el príncep veu que la sabata li cap a una de les germanastres, decideix no casar-s'hi, i en comptes d'això li talla el cap allà mateix mentre està dreta. Quan el príncep talla el cap de la segona germanastra i està a punt de fer el mateix amb la Ventafocs, ella desitja casar-se amb un home decent. La seva fada li concedeix aquest desig i la casa amb un fabricant de confitura.
A La mongetera màgica, la mongetera té fulles d'or que s'enfilen cap a dalt. La mare del Jack, el protagonista, l'envia a buscar-les, però quan en Jack sent les amenaces de menjar-se'l del gegant, que ha sentit la seva olor, baixa de la mongetera sense recollir gens d'or. La mare d'en Jack puja llavors després d'acusar en Jack de fer massa olor, però el gegant se la menja. Decidit, en Jack decideix banyar-se, i llavors torna a pujar i recull ell mateix les fulles, ja que el gegant ja no el pot olorar en estar net. Ja ric, en Jack decideix banyar-se cada dia.
La Blancaneu i els set nans comença com en la versió original, però després que el caçador acordi no matar la Blancaneu, ella agafa una feina com a cuinera i criada de set nans a la ciutat. Els nans són jugadors compulsius, tot i que no tenen gaire sort. La Blancaneu decideix ajudar-los, i roba furtivament el mirall màgic, que és capaç de preveure perfectament el cavall guanyador i converteix els set nans (i la Blancaneu) en milionaris, amb la moralitat que "el joc no és un pecat / sempre que guanyes".
Rínxols d'or i els tres ossos està organitzat d'una manera lleugerament diferent dels altres contes del llibre, en el sentit que el conte manté la trama original, però amb constants comentaris del narrador sobre com d'espantosa és Rínxols d'Or i com pot ser que algú amb sentit comú sigui capaç de confiar-li els fills (explicant la història com si parlés a la mare de l'os). Després del final, el narrador diu que preferirien un final en què els tres ossos tornessin i es mengessin Rínxols d'Or.
A La caputxeta vermella, el llop entra a la casa de l'àvia i la devora abans de posar-se la seva roba per tal de menjar-se tot seguit la caputxeta. Tanmateix, la Caputxeta no s'enfada, i tranquil·lament treu una pistola de les seves calces i dispara el llop ("La noia petita somriu/Els seus ulls parpellegen/Ella desembaina una pistola de les calces/l'apunta al cap de l'animal i BANGǃ BANGǃ BANGǃ El dispara ... fins a la mort.") — obtenint un abric de pell de llop.
A Els tres porquets, el llop de bufa i enderroca les cases de palla i pals, devorant els primers dos porcs. La tercera casa de maons és massa forta, així que el llop decideix tornar aquell vespre amb dinamita. El tercer porc té altres plans, tanmateix, i demana a la Caputxeta que vagi a ocupar-se del llop. Gràcies a haver estat sempre franctiradora, la caputxeta vermella obté un segon abric de pell de llop i una maleta de pell de porc.

## Controvèrsia
L'any 2014, la cadena de supermercats Aldi va retirar Versos perversos dels seus prestatges a causa de les queixes sobre el caràcter que en ell utilitza la paraula "puta".